# Lóútlevél
A lóútlevél olyan kötelező okmány, amelyet minden ló számára ki kell állítani. A lóútlevél valójában egy hatósági bizonyítvány, amely a ló azonosítására, állategészségügyi forgalomképességének igazolására szolgál, és tartalmazza a tulajdonos adatait is. Az útlevél tartalmazhatja még a tenyésztési-, minősítési- és versenyeredményeket is, segítve ezzel a ló értéknövekedésének dokumentálását.

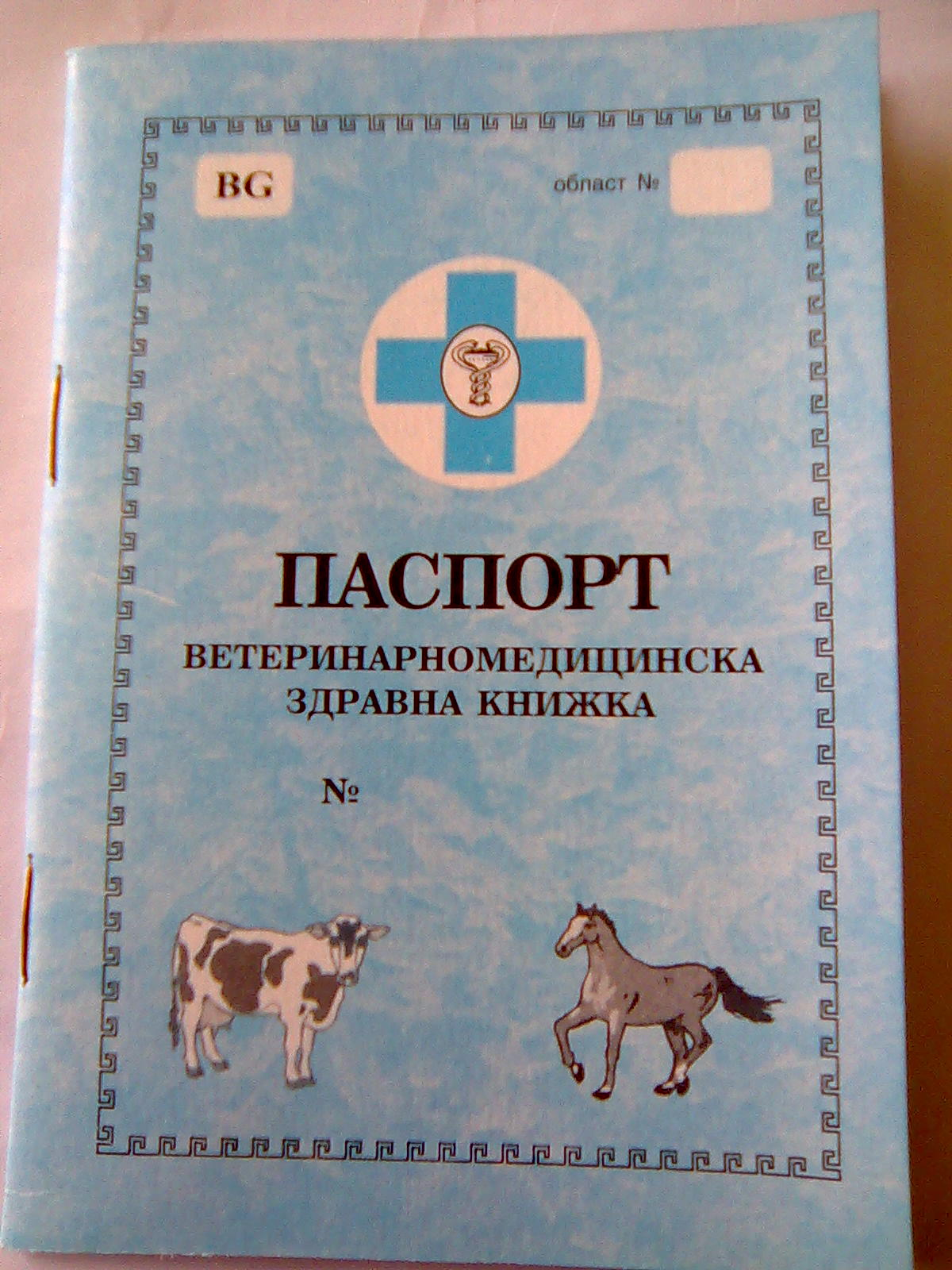
Bolgár lóútlevél

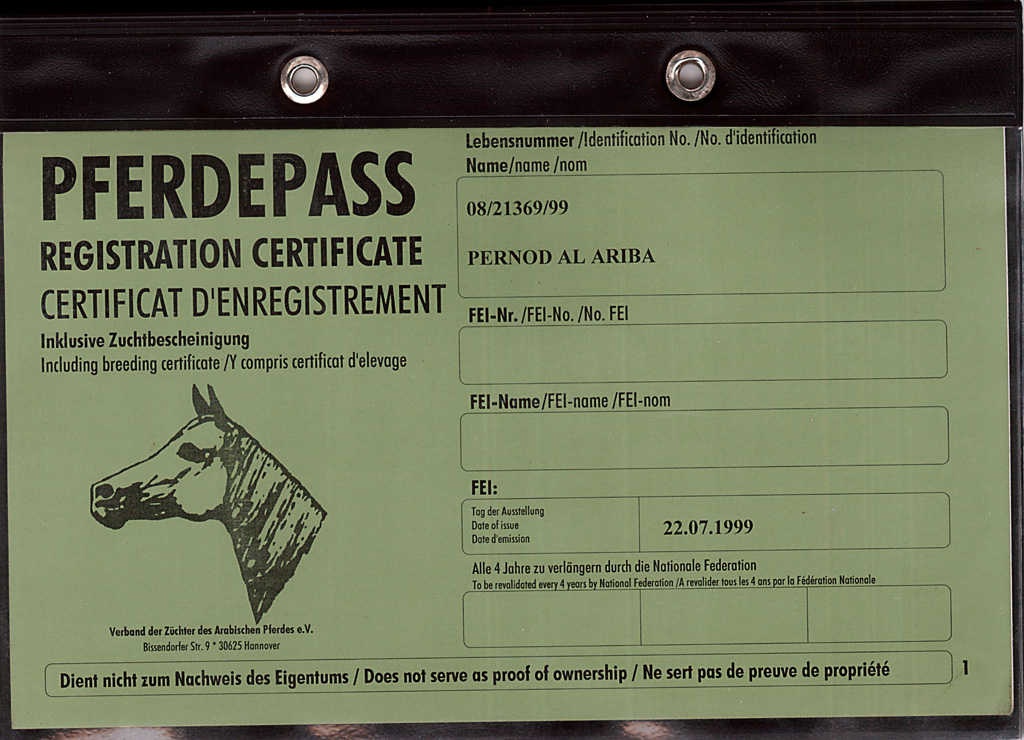
Német lóútlevél

A 110_2013. (IV. 9.) Korm. rendelet előírása szerint minden a születés helye szerinti gazdaság elhagyását megelőzően, de legkésőbb a születésük időpontjától számított 12 hónapon belüli. Az okmányt kizárólag a ló tulajdonosa igényelheti az erre a célra rendszeresített lóútlevél igénylőlapon.

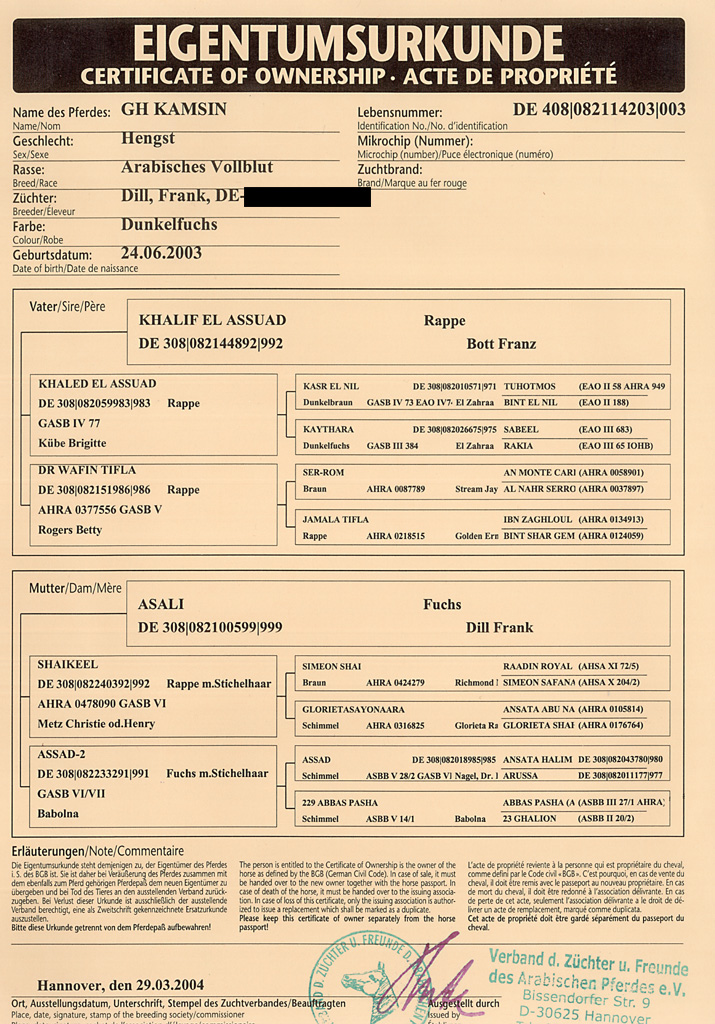
Német lóútlevél-2

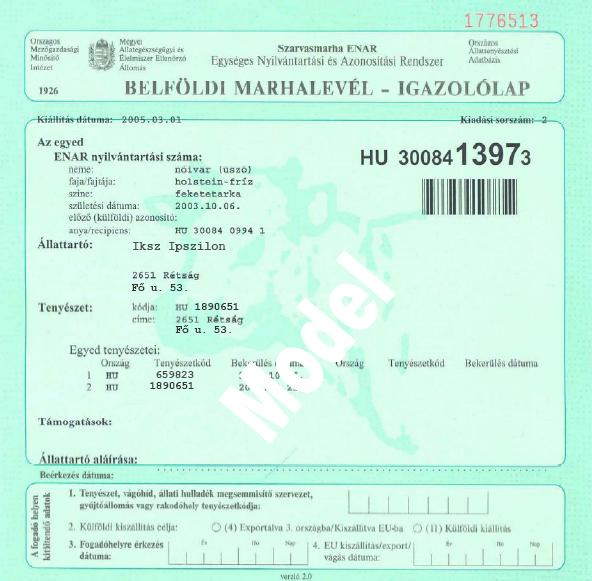
A lóútlevél elődje a marhalevél

## Története
A lóútlevél az Európai Unió előírása az állattulajdonosok számára, hogy a 2015/262 EU végrehajtási  rendeletben szabályozott módon biztosítsa a lófélék Unión belüli zökkenőmentes szállítását. Az adatok helyes bejegyzésével pontosan dokumentálható és nyomon követhető az állatok szállítása, kereskedelme. A fertőző betegségek terjedését gátolja, megvédi a lóhúsfogyasztókat a lovak gyógyszeres kezelése után a húsban maradó szermaradványok káros hatásaitól. A lovak azonosításával ezek a kritériumok teljesíthetőek, feltételük, hogy minden ló azonosításra kerüljön és az azonosító okmányban, vagyis a lóútlevélben bejegyzésre kerülnek a ló azonosító adatai.
A lóútlevél kiváltása számos előnnyel jár a tulajdonos részére, az okmány birtokában szabadon szállíthatja lovát, rendezvényeken részt vehet vele, értékesítheti. Mivel az állat életében csak egyetlen ilyen dokumentum váltható ki, a ló egész élettörténetét, egészségi állapotát, tulajdonosait, nyomon lehet követni általa. Megsemmisülése esetén másodlat lóútlevél kiállítása kérelmezhető és adható.

## A lóútlevél adatai
A lóútlevél egy olyan hatósági bizonyítvány, melybe csak a 110/2013 Kr (4) pontja alapján meghatározott szakaszokba az ott meghatározott illetékes hatóság, kibocsátó szerv illetve eljáró állatorvos írhat bele .

### A ló hiteles azonosító adatai
- Ló azonosító szám: a ló azonosítására és nyilvántartására szolgáló, a csikó/ló bélyegzését kódolva tartalmazó, a LÓINFORM[2] által kiadott tizenegy jegyű betű és számkombináció.
- A ló neve[3]
- A ló neme
- A ló tartási helye
- A ló ivartalanításának dátuma, a műtétet végző állatorvos aláírásával és bélyegzőjével.
- Tenyésztési információk (a ló tenyésztője,[4] pedigré)
- Testméretek (marmagasság, szárkörméret stb.)
- A ló jegyei
- Sportinformációk
- Állatorvosi bejegyzések, azonosítás, kezelések stb.
- Lóábra

A lóútlevélbe a ló fajtáját abban az esetben jegyzik be, ha tulajdonosa tenyésztő egyesületi típusú lóútlevelet váltott ki. Ebben az esetben ugyanis az Egyesület igazolja a ló fajtához való tartozását. Más esetekben ezt a rovatot nem töltik ki.

### A tulajdonos adatai
- Név
- Személyes adatok (születési idő, hely stb.)
- Adószám
- Lakcím
- Elérhetőség

## A lóútlevél tipusai
- Alap
- Egyesületi

## Külső hivatkozások
- Lóútlevél iroda Archiválva 2013. május 4-i dátummal a Wayback Machine-ben